# Phasia luctuosa
Phasia luctuosa là một loài ruồi trong họ Tachinidae.